# Poster color

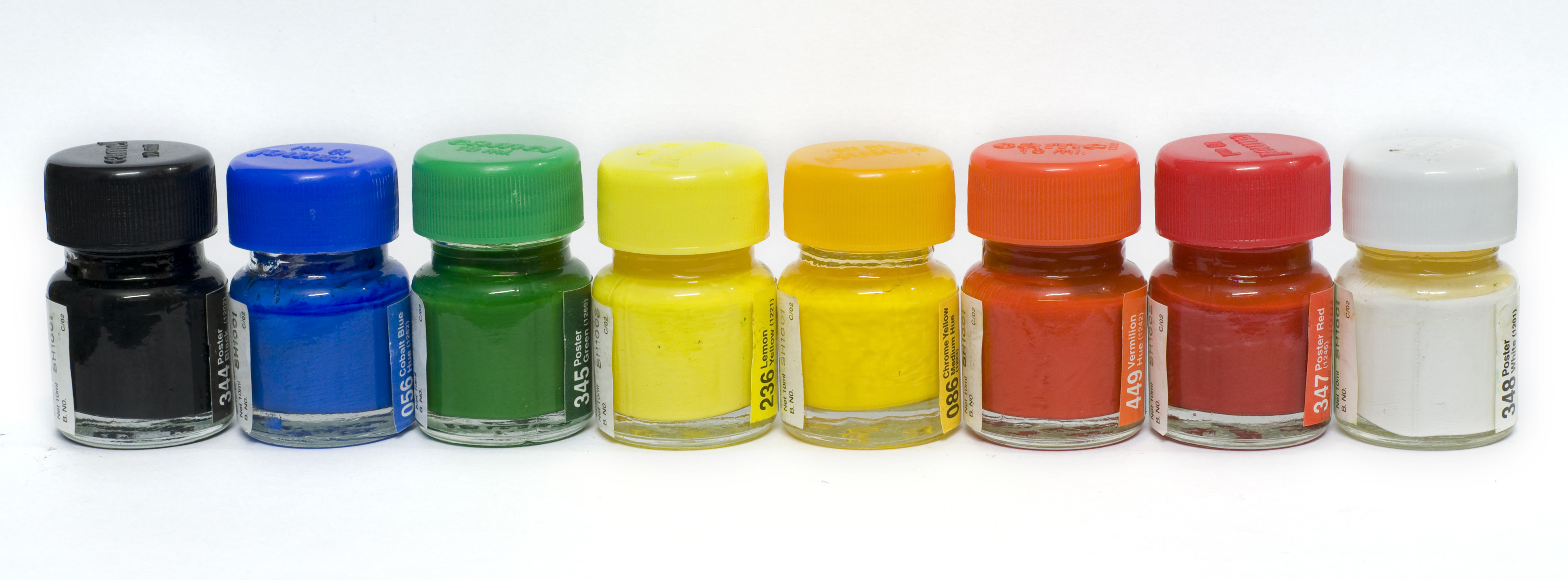
Jeu de 8 poster color

La poster color (Japonais : ポスターカラー (posutā kūlā)) ou poster paint est un type de peinture qui se dilue à l'eau, (水彩 ()) utilisé au Japon, notamment pour peindre les décors de dessins animés. Cette technique y est enseignée dans les cursus de beaux-arts (en).
C'est un médium opaque, généralement vendue sous forme pâteuse, dans des ensembles de pots de 8, 12 ou 24 couleurs, proche de la peinture chinoise, dont les propriétés sont situés entre la gouache et l'aquarelle. Ce type de peinture est parfois traduit par erreur comme aquarelle pour cette raison.

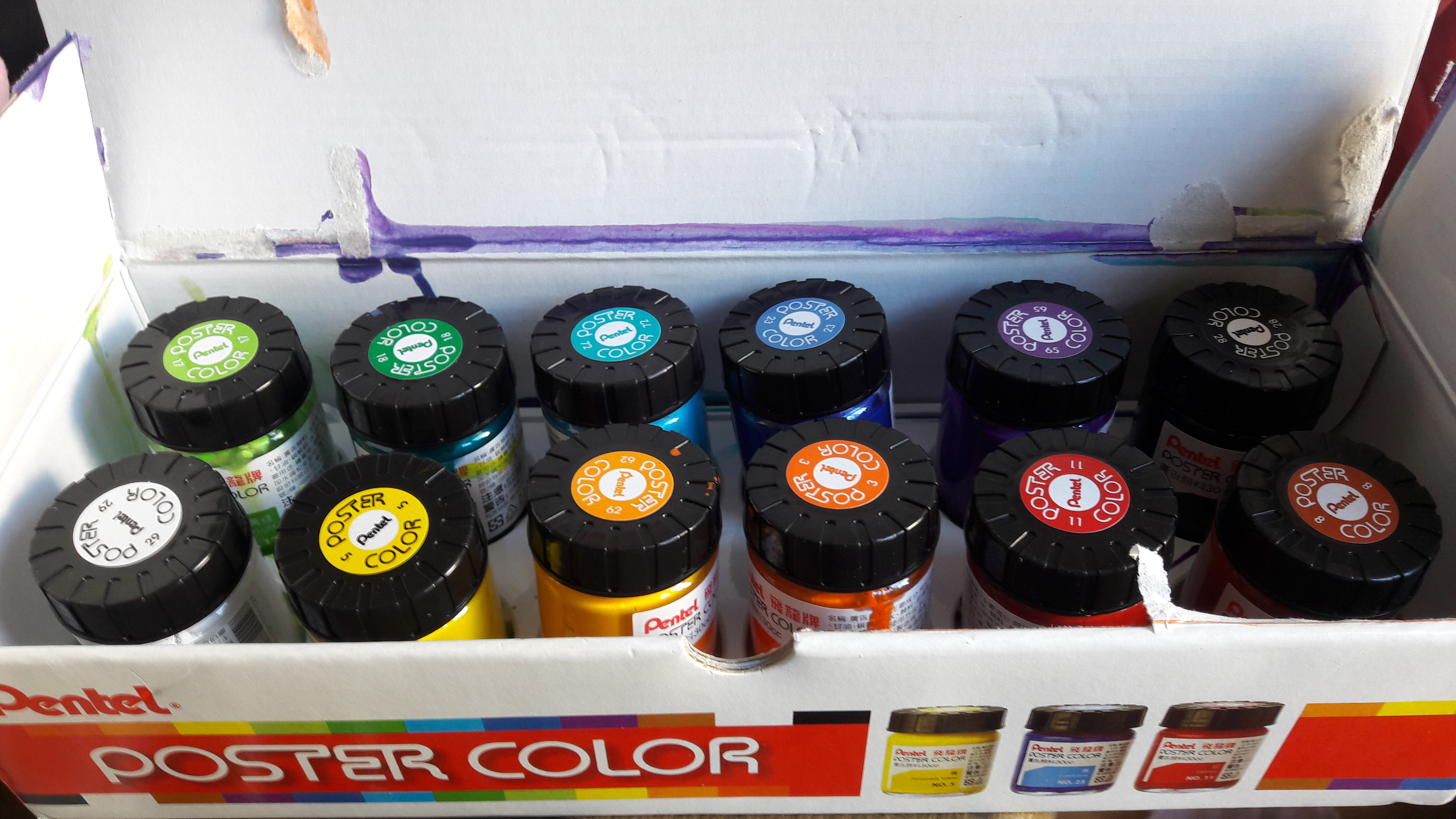
Ensemble de 12 poster color

Kazuo Oga est un pratiquant de cette peinture pour le studio Ghibli.
Parmi les fabricants, on peut citer Monami (Corée du Sud) et Pentel (Japon).